# Córtex (zoologia)

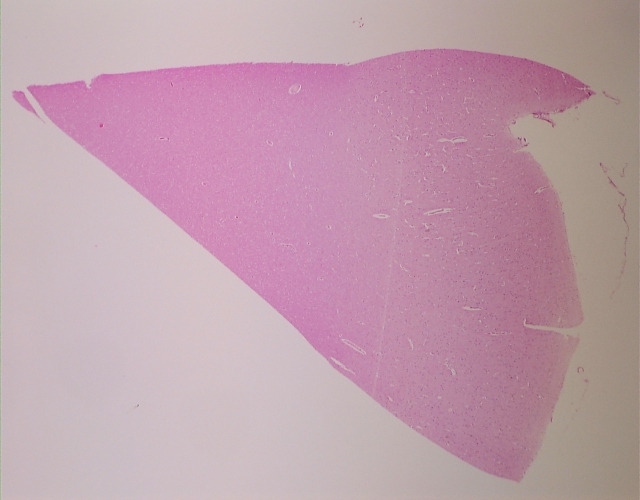
Córtex cerebral

Em anatomia, o córtex é a camada externa, com uma estrutura mais ou menos concêntrica e bem definida, de certos órgãos do corpo humano ou de outros vertebrados, como os rins, as glândulas supra-renais, os ovários, o timo e o cérebro.
O córtex é também designado de camada ou zona cortical. Opõe-se à medula, zona ou camada medular dos órgãos, a qual se dispõe internamente.